# 大浦町
大浦町（おおうらちょう）は、鹿児島県南さつま市の大字。旧薩摩国河辺郡加世田郷大浦村、川辺郡西加世田村大字大浦、川辺郡笠砂村大字大浦、川辺郡笠沙町大字大浦、川辺郡大浦村（大字なし）、川辺郡大浦町（大字なし）。人口は2,363人、世帯数は1,085世帯（2010年10月1日現在）。郵便番号は4713番地から5277番地までは898-0221、その他は897-1201。
現在の南さつま市大浦町は1951年（昭和26年）に笠沙町から分立し大浦村として設置され、1961年（昭和36年）に町制施行した大浦町の区域である。1951年の大浦村成立より大浦村及び町制施行後の大浦町には大字が存在しなかったことから、2005年（平成17年）の新設合併の際にそれまでの自治体としての川辺郡大浦町の全域を以て南さつま市の大字「大浦町」が設置された。
本項では、本大字の前身となる1951年まで存在した大字大浦、1951年から2005年まで地方自治体であった川辺郡大浦町（町制施行前の川辺郡大浦村を含む）についても便宜上、含有して記述する。

## 地理
薩摩半島の南西部、大浦川流域に位置する。字域の南方には南さつま市坊津町久志、西方には南さつま市坊津町秋目、笠沙町赤生木、東方には南さつま市加世田小湊、加世田武田、加世田津貫にそれぞれ隣接しており、南西端部と北方は東シナ海に面している。
北部は大浦潟の干拓地となっており、東シナ海に面している。東部には長屋山、西部には入谷、亀ヶ丘連山、南部には磯間岳があり三方を山に囲まれている。
字域の北端部を海岸に沿って国道226号が通っている。また、坊津町久志から字域内の越路までを結ぶ鹿児島県道272号久志大浦線が字域の中央部を南北に通っており、鹿児島県道271号秋目上津貫線が坊津町秋目から大浦小学校付近を通り、加世田津貫までを結ぶ。鹿児島県道270号久志上津貫線は南西端部の加世田津貫と大浦町の境界上を通っている。
字域の中央部に南さつま市役所大浦支所（旧大浦町役場）、南さつま市立大浦小学校、南さつま市立大笠中学校（2013年に大浦中学校と笠沙中学校を統合し新設）が所在している。
字域の西部に所在していた鹿児島県立笠沙高等学校は1948年（昭和23年）に鹿児島県笠沙高等学校として設置され、1952年（昭和27年）に笠沙町・大浦村・坊津町組合立となり、1962年（昭和37年）に鹿児島県に移管された。2004年（平成16年）を以て生徒募集を停止し、2006年（平成18年）に閉校となった。

### 河川
- 大浦川 - 字域南部の山岳部を水源とし中央部を北流する河川。延長は8.3 km、流域面積は13.2 km2[6]。

## 小字
大浦町の小字は米山、下米山、上米山、前ノ迫、浜田、米山下、前迫下、西塩入、岡下、松ケ迫下、新山下、東浜田、村下南、村下北、塩賀下、松ヶ迫、竹原口、久木山、開田、野中、瀬戸下、小田、小場山、谷ケ迫、新愛、権現前、権現ノ平、新山、井手口、小浜村、塩賀、奥平、瀬戸薗、瀬戸ノ上、下村、小村、下り山、伝本、安ノ本、本小浜、大当ノ平、宇都ノ迫、星太郎上、上之畠、星太郎下、星太郎中、奥迫、野クビ下、中尾、大玉川西、御蔵、栗山下、大平下、有木下、道西上、井打、道西下、四反田、川田、加治屋、前中尾、今村下、隠居、畑中、小長、小長上、塩賀畑、井川上、竹山下、野クビ、竹山、塩賀畑上、芝原、中平、芝原南、大王山、大王上、大迫、風穴、松ケ迫、古道、大谷、小山、船ケ迫、秋目口、落ケ迫、秋目口頭、ニガキ迫、カタスイ、大玉渡瀬、花立上、花立下、カタケ平、大谷前、弐反瀬戸、藤ケ迫、椨ノ木、二反瀬戸下、荒木、椨木下、荒地山下、猿ガ、大平上、大平園、堂ノ前、タント上、段頭、戸下、タダラガ迫、栗山下、栗山、大平、ハサマ、竹下、尾立、猿ケ迫、小迫上、竹下上、小迫、ソイノ木下、ソイノ木、ソイノ木上、石塚、駄床、駄床上、上峠、横平、堀内平、岳丸、勝道ケ迫下、野中、池平下、池平、池ノ平東、岩下、小倉下、加治道迫下、小倉、柳ケ谷上、柳谷下、柳谷中、薬師後、薬師前、宮堀、峠下、峠、樫山、十左エ衛門堀、穴ケ迫、穴ケ迫上、穴ケ迫南、山神、山神南、黒山、黒ケ山、黒ケ南、赤土、永山、永山南、鷹越下、鷹越中、鷹越上、鷹越東、鷹越南、竿洗、大岩、原久保、田平、左郷堀、広迫上、広迫、加世田場、井立、大当頭、加世田山場、片山平、大当、後迫、野瀬戸、瀬戸下、櫛ケ谷、落水、落水向、風穴、境尾、神山、木場デラ、櫛ケ迫、金水、山桝二田、山瀬戸、山瀬戸北、井立上、大岩上、山伏迫、芋洗、赤土上、山カシラ、岩瀬戸、高ボ子後、峠平、駄平、イボ石、上ノデラ、ヲロノ本、城木場、中デラ、デラ谷口、出良、小城木場、南イビシ、北イビシ、ツツラカ谷、ツツラカ谷尻、野口、宝道ケ谷、川崎原、川崎尾立、下川崎原平、中川崎東、上川崎原南、楠木原、上楠木原、中楠木原、楠木平、下楠木、ヲサブロ、庄次ケ宇都、内堀、上曽我野、滝ノ下、大山、永田原、役所後、大山上原、南迫、南、豆腐屋、寺薗、山中、園、鼻、有川田、鍋口、落上原、上城、射場、有木、新地、門田、湯穴、木戸口、鞍掛後上、鏡島、道東下、道東上、鏡島西、丸山島、塩浜、塩屋前、鏡島東、宮園前、西ズイケ田、東ジカ田、品園、白坂、焼山、井手ノ上、インキヨ下、林ノ尾迫、林ノ尾上、宇都迫、墓原鼻、原野鼻、ワラビノ迫、ワラビノ西、駄道、駄道上、原之東、原野、原野南、ワラビ野南上、馬渡、樋野迫、フクヨ谷、柿野園上、柿野園、エランノ迫、木戸畑、松下、柿木口、永田、上畠、前野、曽我野、弓場迫、ツノイ迫、瀬戸ノ迫、ソガノ谷、デラン迫、メロク迫、板山、平野迫、先祖ケ尾、河上、永田前、湯穴、下小牟田、小小牟田、神小牟田、小牟田前、賀鋪山原下、賀鋪山原、フツガ迫、賀鋪山、牛道山、牛道山上、向山、タンノ木、原村、地蔵面、原前、畠田、大丸、下原後、甑田、大迫前、窪、久保前、柴曲田、ヅメキ、荒田、古園、ツメキヒラ、古畑下、古畑上、小枕、本山、大川路山、尾東、大川路下、長田迫、中野平、ナキ山、柴内、古薗、狩集、久志地原、牟田中、牟田、江良、釣掛、無水、開迫、落口、焼山、水無川原、山ノ田、崎丸、土岩、内平、船ケ谷上、長地ケ迫、喜左エ門谷、内釜、二ノ渡、入谷、唐人塚、七ケ谷、ブハウセド、秋山、山口東平、ジヤクケ谷平、小原、後谷、瀬戸、西ノ谷、ジヤクガ谷、中真尾下、上真尾節、グワンツ、船ケ谷、一之渡瀬、梅木上、梅木、叶松、小川、杉原上、松原、山下、新屋敷、下り、大畑、久保園、小園、下園、植木原、出口、小城原平、小城原、花河、杉牟田、下ノ下、神戸迫、下田、後原、野下園、川路、野宇都ケ迫、タンノ口、野下原、桑ノ迫、馬込、上前原、下前原、野丸山、西之川、野下畑、原口、出口、西之川、三ツ枝、四ツ枝、野下、野下中島、古井手、寺下、本寺、辺ケ通、七枚口、スケ牟田、野山田、堂山下、大迫平、寺上、野々瀬、フクヨ谷、百八間、古出上、石ノ元、向江堀、川床平、西之迫、萩ノ迫、大迫平、コビガ迫、猫田、馬水通、片白、鳥居下、鳥居、堀内、樫木渡瀬、エム田迫、黒石、小松尾、柳渡瀬下、柳渡瀬、ヒヨト松北、ヒヨト松、ヒヨト松南、一之渡瀬、二之渡瀬下、二之渡瀬比良、掛橋、仁田尾、磯間山、ヲワン下、ヲワン、ヲワン口、二郎三郎、二郎三郎下、曲尾、江ノ尾迫、桐木ケ迫、荒田、宮田東平、宮田、江後原下、柳渡瀬、江後原、シトチシ、大谷尻、上柿ノ渡瀬、柿木渡瀬、堂屋ケ原、山中迫、山下南、山中上、山下、ヤトコイ、屋所下、向太門、小原下、小原、小原迫、藤ケ迫、長山、二反田、枦小平、山口、赤谷、タケノ後平上、打釜、打釜平下、上山口、タケノ後平、赤ケ谷東、枦ケ谷上、枦ケ谷中、枦ケ谷下上、枦ケ谷、弐反田、寄合田、枦ケ谷下、枝ケ原、ワイヨセ西、割宇ノ瀬滝上、割宇都滝下、割ヨセ、割寄瀬下、釘山、間伏、ヨヤフト、大谷上、大谷下、肥後原、秋迫、樋口、秋迫下、小宇都迫下、小宇都迫上、南郷、四升蒔田、上南郷、三右エ門谷下、三右エ門上、キサク谷下、キサク谷、六世上、六世下、山坊主、コナゴンサコ、小林基、大重迫、大重迫下、堀ノ下、出山、出山下、松尾原、カベカキ、松尾、松尾西、大重鼻、岩下、岩下平、野口原下、谷角、地ノ尾、地ノ尾下、太門、溝下、大尾、向エ園、砂取原、秋戸山、山神、外園東、外園西、大玉山下、坂下、山神ノ尻、山神原、後原、後迫、永田迫、向原、黒土田、下原、頭下原、下原下、大角豆田、木引迫、狐ケ平、深田、南之俣、上南俣、陣ケ迫、灰ケ谷、小場山、木場小場、高尾丸、野打平、大迫、先祖松、弓場迫、本小宇都、樋掛、椨木原迫、瀬戸崎、下小宇都、加治屋下、深迫、平田、竹原添、三尾、麦田、平原、上米山、下米山、加治屋平、上原、上原頭、小宇都、堀ノ迫、池宇都、屋敷、上坪前、山神鼻、福元松原口、神宮田、立算迫、与左エ門開、平小場、大谷、大谷南、大谷北、山臥谷、川崎田、ナキゴラ、一本松、丸山、長山、瀬切、小平東、小平上、小平下、小平中、椨木山、福元、船ケ迫、小鶴、立山、立山上、大坪鼻、桑木迫、ケドノ口、下大丸、大丸、大坪山、安村、迫、椛山、稗田、八ケ代、宮田、ビザイ天南平、大福、太鼓山、太鼓山下、沖野平、山川路、奥比良、本屋敷、八ケ代園、地福、井手山、山川路、上ム子、堀之下、塚園、山川路、立石、牛河路、北平、大瀬戸、登立、小坂伝、河口、ヅミキ、河口塩入、灰山前、轟、勘左エ門田平、立野、赤平、瓦屋、新田山、大山越、新田向江、山越、神田、次石元、タカツカ、伝元、築石ノ上、清水、松添、塩浜、神田、畠田、聖前、浜田、宮田平、ソイノキ谷、中山、鷲ケ谷、片白、荒田、アン田、村前、松伝、山口、平ノ谷、弓場元、丸野、ビザイ天、辻ノ畑、カビヤ、上脇川路、瀬切下、脇川路、ヂトマキ、柿木畑、落野下、黒平、上黒平、ヤベツ谷、炭焼、瀬ギレ、瀬谷、イボウバラ、長屋山、長叡山、後谷、道越ノ上、道越、下原、目黒谷、中川路、雪カン森、塩鶴、塩鶴ノ上、長山、石橋向江、長山上、瀬戸口、瀬戸山、石橋、日花、上フクマワシ、フクマワシ、轟、二才ノ迫、井手平、山神、村、新屋敷、畠田上、井樋元、スノ上、瀬戸、権左エ門田、権左エ門崎、典七田、竹山迫、小島、上小島、ヲイノ木場、割ソコ子、向江割ソコ子、下割ソコ子、西割りソコ子、甚左エ門迫、鰹ケ平、脇ノタ平、鰹ケ浦、石原、上鰹ケ浦、脇ノ田、瀬谷、タクノ上、椿ケ迫、桑ノ木、グンノ木山、平野、仁才向江、サンシユウノ木、石ノ谷、小椨ケ迫、中道口、甚平山、二才下、長迫、牟田平、牟田平上、インキ、向エタクノ上、滝ノ下、タキノ下、芝原、三本松、梨ノ木頭、久保、屋鋪、海辺ノ木、三山、向江平、田尻、上村、村、西ノ上、仮屋、仮屋上、ケドノ口、辻、梅ノ木、前平、平迫、ズメ坂、トンツシ、橙ノ木、小山平、後小山、ヒヨイト出ノ上、横道ノ上、後平、アイツ迫、八迫、アジロ、フイゴラ、屋敷後、瀬ノ脇、ミツガサキ下、ミツガ作、満ケ崎ノ上、西キツ子ツカ、キツ子ツカ、米山、小越路、下小越路、上越路、西山上、横道、浦高、兵ノ峠、駄ケ峠、尾ノ畠、尾ノ畠後、駄ケ峠下堀、坂下向、狩集、千貫迫、白ハゲ、西瓜畠、江籠ノ平、下江籠ノ平、坂ノ下、小サン竹上、盗山、西盗山、小サン竹迫、坂下下堀、上皮籠石、浜出口、皮籠石、築出、コンゴ鼻、三島、塩浜前、越路、大浦潟東、恋島南、双子島、恋島北、大浦潟西がある。

## 歴史

### 前史
大浦町の全域で縄文時代のものと見られる土器が発掘されており、特に大浦川上流の台地に集中して散布していることから付近には縄文時代より人類が居住していたと見られる。
平安時代中期に作成された和名類聚抄に現在の大浦町は薩摩国阿多郡に属すという記述があるが、当時の状況を記している文書は発見されていない。
その後は薩摩国阿多郡鷹屋郷に属したが、川辺郡加世田別符に変更となった。

### 大浦の成立と中世
大浦という地名は南北朝時代より見える地名であり、薩摩国加世田別符のうちであった。
応永4年の伊作島津家久義家譜の「別府半分之事」に「大浦半分」とあるのが地名の初見であるとされる。また、同年代の五代勝久の代にも「薩摩国加世田別府之内大浦村事任先例知行不可相違仍状如件」という記述がある。

### 近世
江戸期には薩摩国河辺郡加世田郷（外城）のうちであり、村高（石高）は文政6年の「加世田再撰史」では2,747石余（うち76石余は日新寺領）、「天保郷帳」では1,810石余、「旧高旧領取調帳」では2,786石余であった。
大浦村の方限として、久志地、平原、大木場、野下、柴内、永田、宮園、福元、有木、上ノ門、越地、榊があり、現在でも地域名として使用される。

### 近代
1889年（明治22年）に町村制が施行されたのに伴い、加世田郷のうち西部にある3村の区域より西加世田村が成立し、それまでの大浦村は西加世田村の大字「大浦」となった。1922年（大正11年）に西加世田村が笠砂村に改称し、1940年（昭和15年）には笠砂村が町制施行し、笠沙町となった。
笠沙町のうちであった大浦であったが、笠沙町は細長い地形をしており、町役場のある片浦（現在の笠沙町片浦）など行政施設への交通が不便であったことなどから、早くより分村問題が提起されていた。
1949年（昭和24年）2月28日の笠沙町議会において大浦地区の住民により分村の請願を提出された。同時に分村の反対陳情も提出され、議会は分村の請願を否決し反対陳情が採択された。1950年（昭和25年）12月26日に再度笠沙町議会に請願が提出され、賛成13・反対12の票決により可決された。財産の分割についてはその地区に属する土地・建物はその土地・建物が属する自治体に帰属し、基本財産については戸数比例により配分され、消極財産（借金等）についても戸数比例により負担することとなったほか、笠沙町より分割される大浦村に30万円が与えられた。
鹿児島県に分村を申請し、1951年（昭和26年）3月に鹿児島県議会で可決され、1951年（昭和26年）4月1日に笠沙町のうち大字大浦の区域が分立することとなった。

### 自治体としての大浦
1951年（昭和26年）4月1日に笠沙町大字大浦の区域より大浦村が設置された。また、1つの大字が村となったことから住所の表記に大字は使用されず、「川辺郡大浦村○○番地」のように表記され、大字なしとして扱われた。1961年（昭和36年）11月1日に大浦村が町制施行し大浦町となった。
1942年（昭和17年）から農地拡大を目的とした大浦潟干拓事業が農林省の直轄事業として行われ、第一工区が1958年（昭和33年）、第二工区が1970年（昭和45年）に完成し、同時に行われていた越路干拓及び榊干拓も1962年（昭和37年）に完成し農地が356.8haに拡大され、1970年（昭和45年）に公有水面埋立地である大浦潟干拓地の区域を大浦町に編入した。
2005年（平成17年）11月7日に近隣の加世田市・坊津町・笠沙町・金峰町と合併し、南さつま市となり、大浦町は自治体としては消滅した。

#### 自治体の変遷
| 明治22年4月1日 | 明治22年 - 明治45年 | 大正1年 - 大正15年             | 昭和1年 - 昭和20年    | 昭和21年 - 昭和30年                               | 昭和31年 - 昭和64年  | 平成1年 - 現在             | 現在       |
| -------------- | ------------------- | ------------------------------ | --------------------- | ------------------------------------------------- | -------------------- | -------------------------- | ---------- |
| 加世田村       | 加世田村            | 大正13年1月1日 町制            | 加世田町              | 昭和29年7月15日 加世田市                          | 加世田市             | 平成17年11月7日 南さつま市 | 南さつま市 |
| 東加世田村     | 東加世田村          | 大正14年1月1日 町制改称 万世町 | 万世町                | 昭和29年7月15日 加世田市                          | 加世田市             | 平成17年11月7日 南さつま市 | 南さつま市 |
| 西加世田村     | 西加世田村          | 大正12年1月1日 改称 笠砂村     | 昭和15年11月10日 町制 | 笠沙町                                            | 笠沙町               | 平成17年11月7日 南さつま市 | 南さつま市 |
| 西加世田村     | 西加世田村          | 大正12年1月1日 改称 笠砂村     | 昭和15年11月10日 町制 | 昭和26年4月1日 分立 大浦村                        | 昭和36年11月1日 町制 | 平成17年11月7日 南さつま市 | 南さつま市 |
| 西南方村       | 西南方村            | 西南方村                       | 西南方村              | 昭和28年10月15日 改称 坊津村 昭和30年11月1日 町制 | 坊津町               | 平成17年11月7日 南さつま市 | 南さつま市 |

### 大字「大浦町」の設置
2005年（平成17年）11月7日の市町村合併により、大浦町の区域は南さつま市となったが、大浦町には笠沙町から分村して以来、大字が設置されていなかった。川辺地区合併協議会の合併協定書には大浦町の区域の町・字の扱いについて「大浦町においては、新たに大浦町を大字とする」と協定され、鹿児島県告示第1602号（字の区域の設定）により、「大字なし」となっていた「川辺郡大浦町」の全域を以て南さつま市の大字「大浦町」が同日設置された。

### 沿革
- 1889年（明治22年）4月1日 - 加世田郷のうち西部の区域より西加世田村が成立し、西加世田村大字大浦となる。
- 1922年（大正11年）12月31日 西加世田村が笠砂村と改称。
- 1940年（昭和15年）11月10日 笠砂村が町制施行し笠沙町と改称。
- 1951年（昭和26年）4月1日 - 笠沙町から大字大浦の区域が分立して大浦村が成立[16]。
- 1961年（昭和36年）11月1日 - 大浦村が町制を施行し、大浦町となる。
- 2005年（平成17年）11月7日 - 近隣1市4町で新設合併し南さつま市となり自治体としては消滅[20]。川辺郡大浦町の全域が南さつま市大浦町となる。

### 大字の変遷
| 変更後               | 変更年             | 変更前                         |
| -------------------- | ------------------ | ------------------------------ |
| 川辺郡大浦村         | 1951年（昭和26年） | 川辺郡笠沙町大字大浦           |
| 川辺郡大浦町（一部） | 1970年（昭和45年） | 公有水面埋立地（大浦潟干拓地） |
| 南さつま市大浦町     | 2005年（平成17年） | 川辺郡大浦町                   |

## 行政
この項では、1951年から2005年まで設置されていた自治体である川辺郡大浦町（町制施行前の川辺郡大浦村を含む）の行政機構について述べる。

### 行政組織
2004年12月9日時点の大浦町の行政組織は以下の通りとなっていた。
事務部局
- 町長
  - 助役
    - 総務課
    - 企画課
    - 経済課
    - 税務課
    - 民生課
    - 建設課

  - 収入役
    - 収入役室

その他、議会、監査委員、選挙管理委員会、教育委員会、農業委員会が置かれていた。
一部事務組合については、消防は加世田地区消防組合、ゴミ処理等の衛生については薩南衛生処理組合、火葬場の運営については薩南火葬場組合に加入していた。

### 歴代村長・町長
- 町長：前野輝行（ - 2005年11月7日）

### 町章
1972年6月14日に制定された。「大」を意匠化したものである。

## 施設

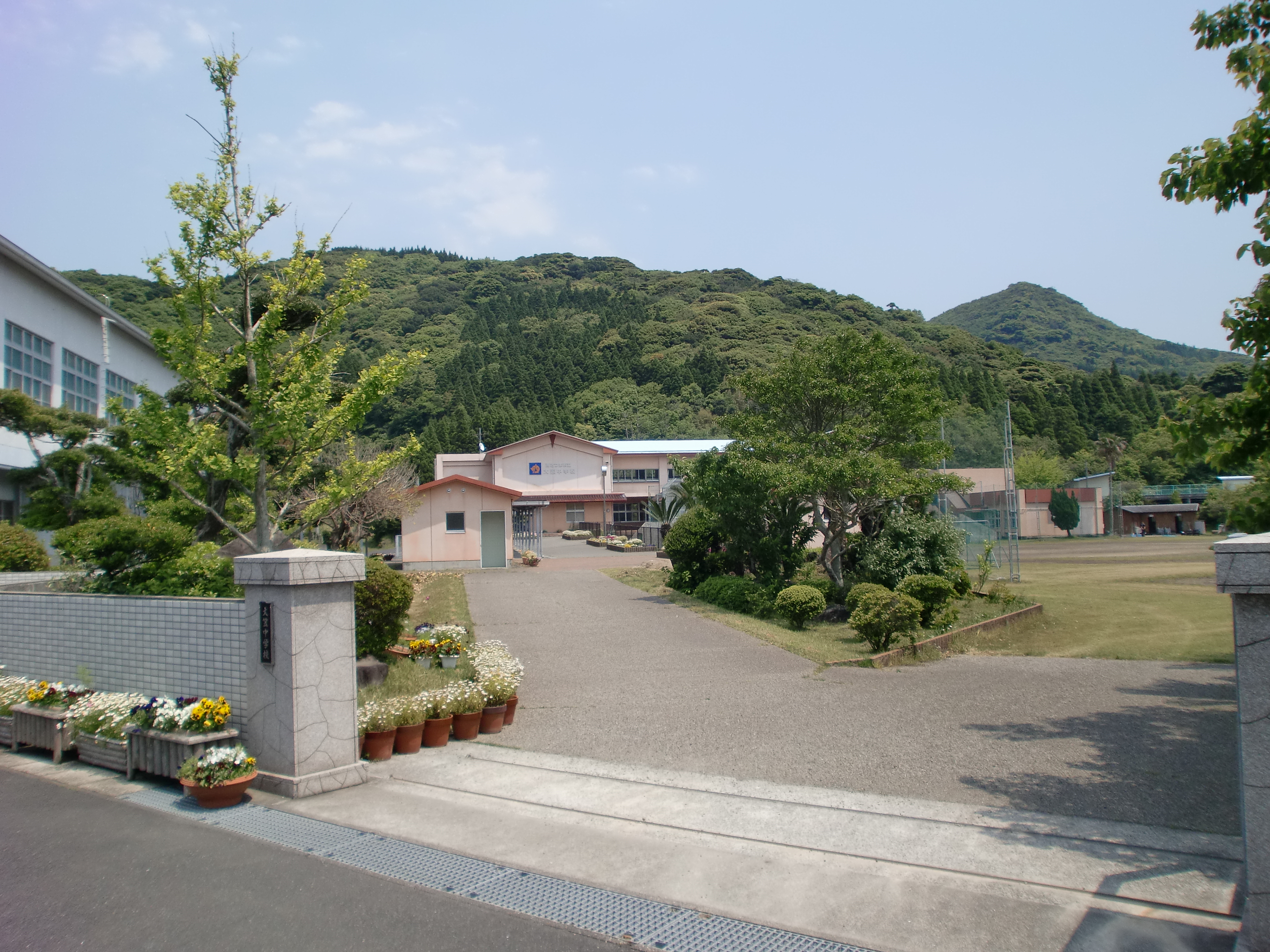
南さつま市立大笠中学校

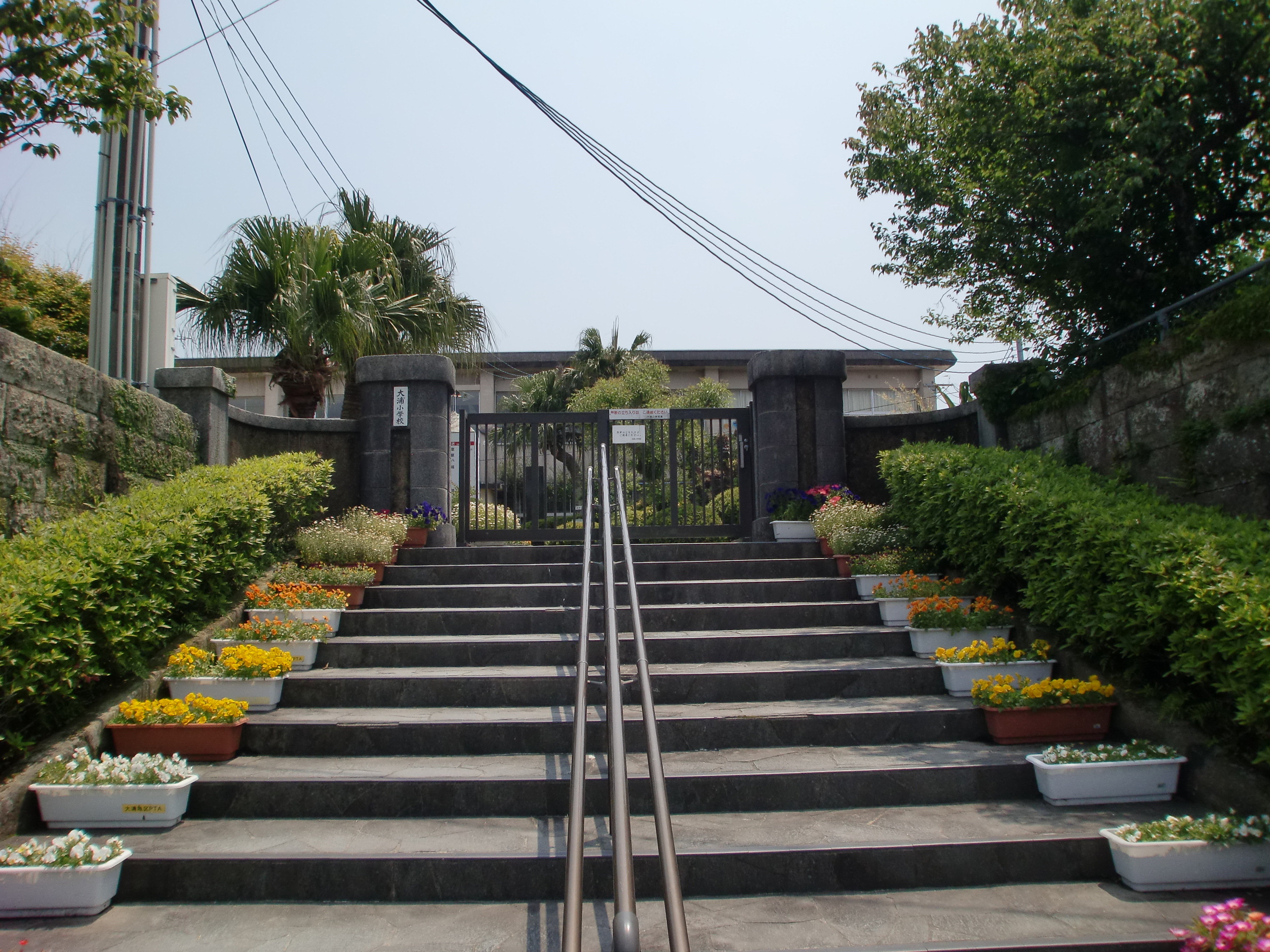
南さつま市立大浦小学校

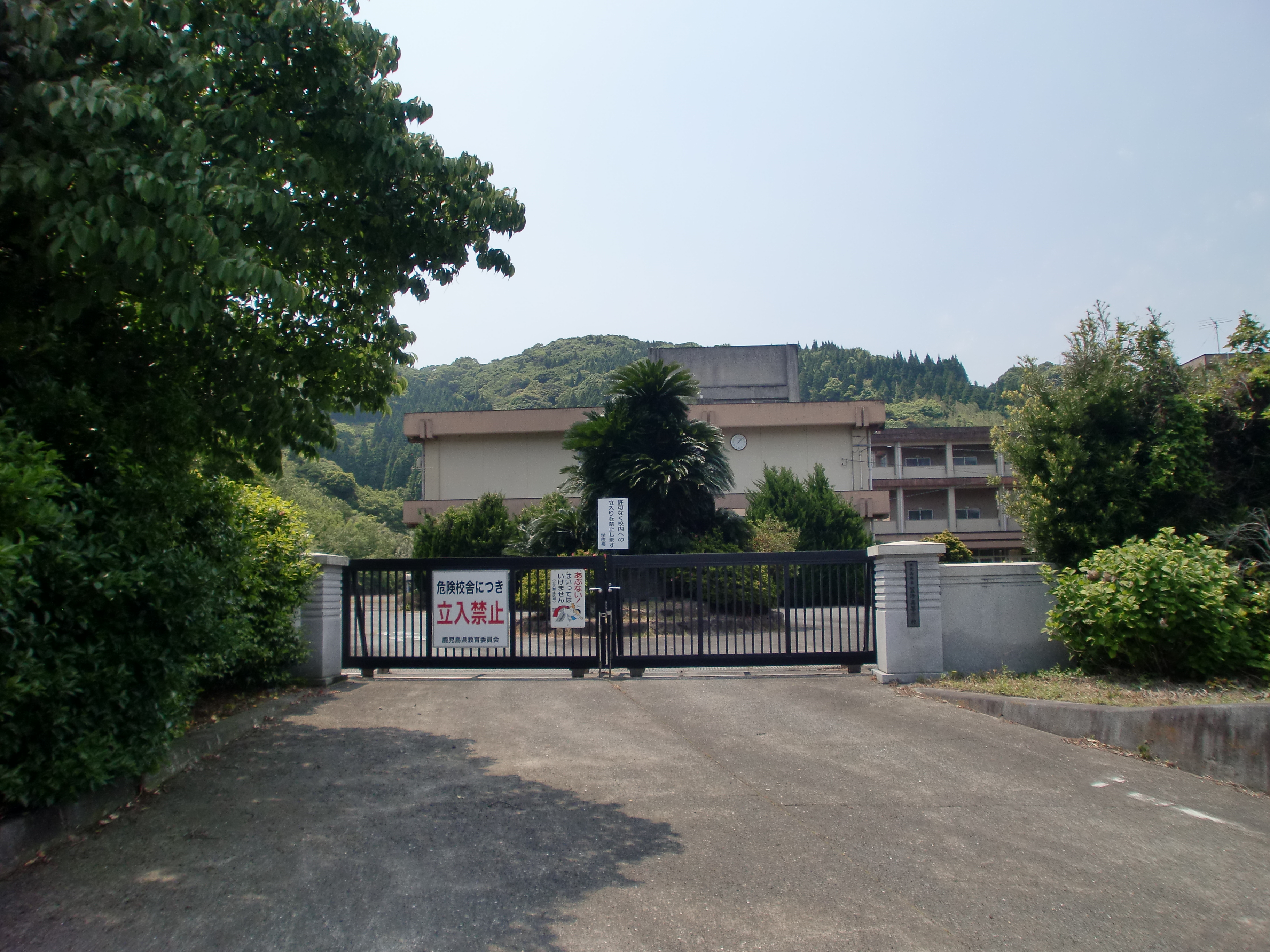
鹿児島県立笠沙高等学校跡地（2013年撮影）

### 公共
- 南さつま市役所大浦支所
- 南さつま市大浦公民館
- 南さつま市立大浦図書館
- 大浦保健センター
- 大浦駐在所
- 大浦南部運動広場
- くじらの眠る丘
  - 2002年（平成14年）に大浦町小湊干拓海岸に14頭のマッコウクジラが座礁し、そのうちの1頭の骨格標本が展示されている[25]。

### 教育
- 南さつま市立大笠中学校（旧南さつま市立大浦中学校）
- 南さつま市立大浦小学校
- 南さつま市立大浦幼稚園

### 郵便局
- 大浦郵便局

### 寺社
- 大山祇神社
- 西福寺

## 文化財

### 県指定
- 大浦町の疱瘡踊（無形民俗文化財）
  - 医療が発達していなかった昔に流行した疱瘡やコレラ等の病気の終息を神仏に祈願したことが起源であるとされるが、踊られるようになった年代は不明である。1962年10月24日に鹿児島県の無形民俗文化財に指定された[26]。

## 小・中学校の学区
市立小・中学校に通う場合、学区（校区）は以下の通りとなる。
| 大字   | 地区 | 小学校                 | 中学校                 |
| ------ | ---- | ---------------------- | ---------------------- |
| 大浦町 | 全域 | 南さつま市立大浦小学校 | 南さつま市立大笠中学校 |

## 交通

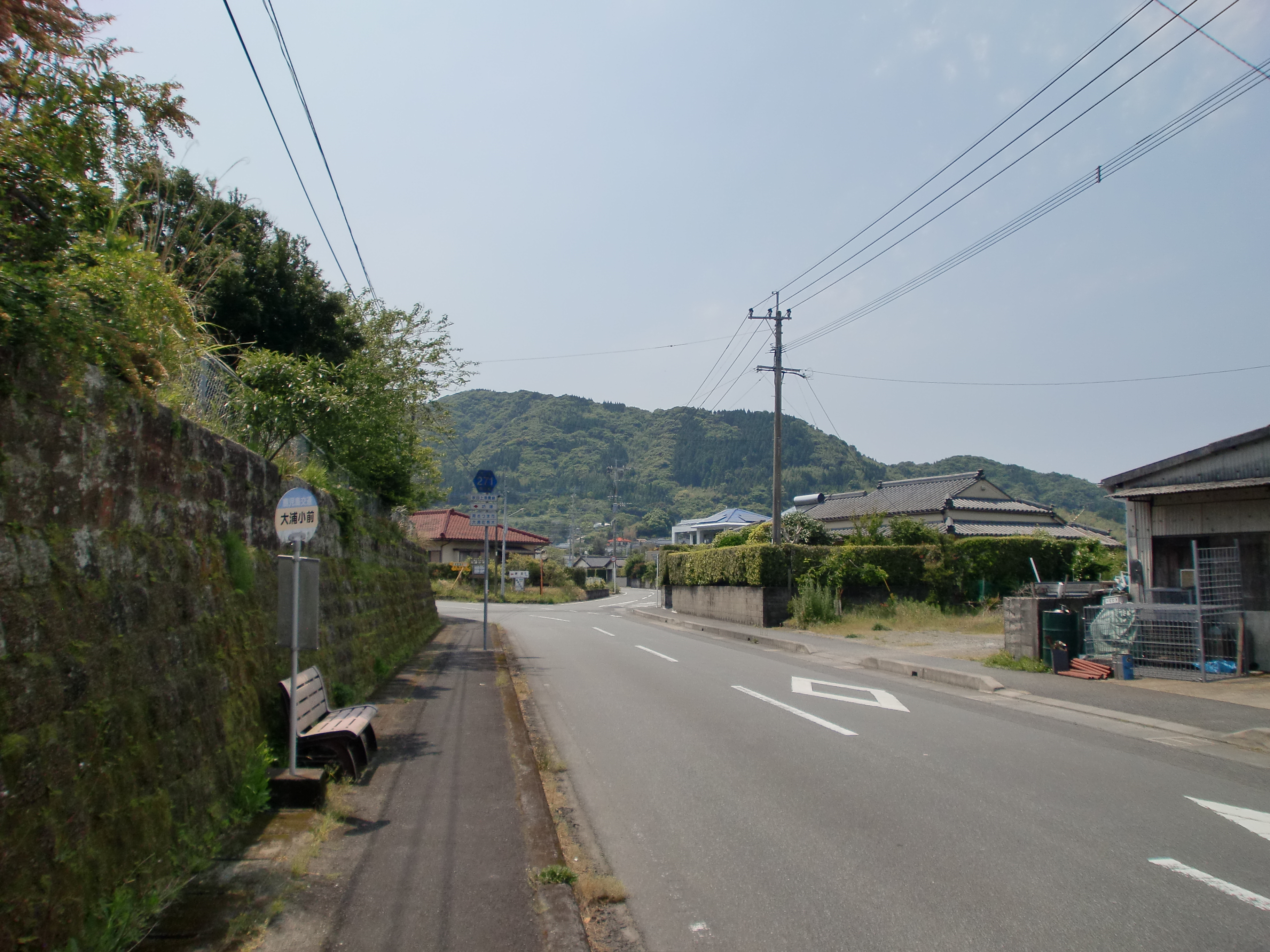
県道271号を大浦小学校下から秋目方面を望む

### 鉄道
町内を鉄道路線は通っていない。最寄り駅は、JR九州指宿枕崎線枕崎駅。

### 道路
国道
- 国道226号

県道
- 鹿児島県道270号久志上津貫線
- 鹿児島県道271号秋目上津貫線
- 鹿児島県道272号久志大浦線

### バス
路線バス
- 鹿児島交通野間池線